# Другая женщина (фильм, 1954)
«Другая женщина» (англ. The Other Woman) — фильм нуар режиссёра Гуго Гааса, который вышел на экраны в 1954 году.
Фильм рассказывает о кинорежиссёре Уолтере Дармане (Гуго Гаас), которому начинающая актриса Шерри Стюарт (Клео Мур) изощрённо мстит после того, как он отказывает ей в эпизодической роли в своём фильме. Она напаивает режиссёра, подставляет его в супружеской измене, а затем шантажирует, вымогая крупную сумму денег. Во время очередной встречи Уолтер теряет над собой контроль и душит Шерри, однако затем сознаётся в убийстве.
Это четвёртый совместный фильм продюсера, сценариста, режиссёра и исполнителя главной роли Гуго Гааса и актрисы Клео Мур. Как и большинство других фильмов Гааса 1950-х годов, эта картина была воспринята кинокритиками без энтузиазма.

## Сюжет
В то время, как кинорежиссёр Уолтер Дарман (Гуго Гаас) снимает в павильоне тюремную сцену, на задворках съёмочной площадки молодая девушка из массовки Шерри Стюарт (Клео Мур) сплетничает с другой начинающей актрисой. Та рассказывает, что Уолтер когда-то был звёздным режиссёром в Европе, после перебрался в Голливуд. Здесь он женился на Люсиль (Люсиль Баркли), дочери успешного продюсера Чарльза Лестера (Джек Мейси), и теперь дела у него в полном порядке. Когда выясняется, что актриса, которая должна была играть небольшую роль с тремя строчками, не смогла приехать на студию из-за болезни матери, Уолтер оборачивается к массовке, выбирая в качестве её замены Шерри. На радостях Шерри немедленно звонит своему парню Ронни (Лэнс Фуллер), сообщая, что получила роль, которая обеспечит ей прорыв в большое кино. Однако Ронни не особенно верит в её успех, советуя оставаться в знакомом ей модельном бизнесе. На репетиции Шерри не в состоянии выполнить простейшие указания Уолтера, и после трёх неудачных дублей на глазах у всей съёмочной группы он заменяет её другой актрисой. Разъярённая Шерри говорит подруге, что ненавидит Уолтера за то, что он унизил её и уничтожил её карьеру. Вернувшись домой, она заявляет Ронни, что у неё возник план, как отомстить режиссёру.
Тем же вечером на вечеринке у себя дома Чарльз Лестер рассуждает перед гостями о кино. В этот момент дворецкий приглашает Уолтера к телефону по якобы неотложному делу. Оказывается, что звонит Шерри, которая просит его срочно выйти на улицу для разговора. Выйдя на улицу, Уолтер садится в её машину, где Шерри рассказывает, что приехала предупредить его о том, что в руки её кузена, который снимается в массовке, попало компрометирующее письмо, которое Уолтер якобы написал некоторое время назад одной девушке. Шерри далее заявляет, что кузен со своими дружками изобьют её, если узнают, что она его предупредила о письме. Уолтер не верит в её историю и спокойно выходит из машины, однако, отойдя на несколько метров, видит, как трое здоровых парней силой садятся в её машину, и она стремительно уезжает. В машине Шерри говорит Ронни и его дружкам, что всё идёт хорошо, и она умнее Уолтера. Вернувшись в дом, Уолтер собирается позвонить в полицию, однако останавливается, услышав, как его тесть рассуждает о том, что если человек делает карьеру в кинематографе, то он должен избегать скандалов и любой другой негативной рекламы. После вечеринки Уолтер узнаёт у своего ассистента телефон Шерри и звонит ей домой. Девушка отвечает, что бандиты избили её, однако она от них откупилась. Она просит не вмешивать полицию и отказывается от его денег, после чего бросает трубку.
На следующий день в павильоне проходит вечеринка по случаю окончания съёмочного периода, на которой неожиданно появляется Шерри в шикарном вечернем платье. Не замечая её, обычно малопьющий Уолтер вдруг напивается с членами своей группы, сообщая, что его жена вместе с тестем уехала на уик-энд в загородный дом. Некоторое время спустя, когда Уолтер засыпает в укромном уголке, его находит Шерри приглашая потанцевать. После окончания вечеринки Шерри делает вид, что потеряла подругу, с которой собиралась возвращаться домой, и Уолтер вызывается подвезти её до дома. По просьбе Шерри Уолтер подъезжает к её дому с заднего входа, где прощается с ней. Однако несколько минут спустя он стучится в дверь к Шерри, чтобы отдать забытые ей в салоне перчатки. Шерри приглашает его зайти и выпить по коктейлю. Не подозревая, что Шерри добавила в бутылку снотворное, Уолтер делает глоток и вскоре засыпает. Шерри снимает с него ботинки и пиджак, расстёгивает ворот рубашки и пачкает его щёку и рубашку в своей помаде. Когда утром Уолтер просыпается на её диване, Шерри в пеньюаре даёт режиссёру понять, что они провели ночь вместе, хотя тот об этом ничего не помнит и не особенно в это верит. Тем не менее, вскоре приходит Ронни, который как будто становится свидетелем того, что Уолтер провёл ночь вместе с Шерри, хотя и уверяет, что никому об этом не расскажет.
На протяжении следующих недель Уолтер занят монтажом фильма и не отвечает на звонки Шерри. В процесс работы вмешивается Лестер, который финансирует производство картины. Он считает работу Уолтера «слишком артовой» и требует переснять несколько сцен. В ответ на возражения Уолтера Лестер заявляет, что он уже тридцать лет в бизнесе, и за это время выработал для себя идеальную формулу успешного фильма — немного секса и насилия, немного комичных моментов и хэппи-энд. В монтажную комнату к Уолтеру неожиданно заходит Ронни, заявляя, что Шерри уже шесть недель ждёт его звонка. В этот момент появляется Лестер, и Уолтер быстро выпроваживает Ронни, давая ему наличных денег. Подозрительному тестю Уолтер объясняет, что разговор был об одной начинающей актрисе, которая хочет получить роль в картине. Шерри и Ронни дома обсуждают дальнейшие планы, когда к ней заходит Папаша (Джон Куолен), бродячий торговец костюмами, который пришёл получить с Шерри плату за пальто. Папаша, подрабатывающий костюмером на студии, сообщает, что съёмки дополнительных сцен для фильма Уолтера начнутся на следующей неделе. Когда Уолтер и Лестер снимают очередной эпизод фильма, в павильоне появляется Шерри, привлекая к себе всеобщее внимание. После завершения съёмок Уолтер уходит в свой кабинет, куда ему по телефону звонит Шерри, сообщая, что беременна. Уолтер срочно приезжает к ней, спрашивая, сколько она хочет денег для достойного содержания. Шерри отвечает, что хочет получить 50 тысяч долларов, в противном случае угрожая скандалом. Таких денег у Уолтера нет, и тогда Шерри предлагает попросить их у своего богатого тестя. В момент их разговора появляется Папаша с новыми рубашками, которые Шерри заказала для Ронни. Уолтер прячется в соседней комнате, откуда слышит их разговор. Затем Шерри демонстративно выгоняет Папашу на улицу, и соседи видят, как она требует перестать донимать её. Выйдя из укрытия, Уолтер заявляет Шерри, что он догадался о её обмане, однако она упорно продолжает свою игру. В течение последующих дней Шерри атакует Уолтера звонками, однако он всячески избегает общения с ней. Несмотря на это, в разговоре с Ронни она заявляет, что заставит Уолтера ответить за то унижение, которое она испытала, когда он лишил её первой роли и выставил на всеобщее посмешище. Самого Ронни Шерри отправляет в Мексику, поручая ему присмотреть ночной клуб, который они купят после того, как там поженятся. Тем временем Уолтеру удаётся собрать всего 16 тысяч долларов. Когда Шерри появляется в его офисе, Уолтер предлагает ей эти деньги, однако она отказывается от сделки и уходит, угрожая разрушить его карьеру и брак, если он не заплатит всю требуемую сумму.
Узнав дату предварительного показа картины Уолтера, Шерри подговаривает нескольких друзей Ронни пойти на сеанс и испортить впечатление от просмотра, прежде всего Лестеру. После окончания предпоказа Лестер на основе поведения нескольких зрителей резко критикует работу Уолтера и заявляет, что в дальнейшем тот всё будет делать строго на основании его указаний. Когда Уолтер намекает, что Лестер специально подослал в зал нескольких провокаторов, и пытается отстоять своё право на художественное творчество, Лестер заявляет, что вообще прекращает с Уолтером сотрудничество. Вслед за отцом от Уолтера уходит и Люсиль. Тем же вечером Шерри звонит жене Уолтера, приглашая встретиться, однако Люсиль просит дать ей время немного подумать. Уолтеру удаётся подслушать их разговор по параллельному телефону. После этого Уолтер выходит на улицу и звонит Шерри из автомата. Она заявляет, что добьётся его разорения, и не боится его угроз сообщить обо всём в полицию или убить её, так как у него не хватит для этого силы духа. После разговора Шерри спокойно продолжает покупать дорогую одежду, которую предполагает взять с собой в Мексику.
На следующий день Уолтер приходит свой кабинет, заявляя секретарше, что хотел бы поработать с фильмом один и просит его ни с кем не соединять и никого в кабинет не пропускать. Затем, заперев дверь изнутри, Уолтер включает фильм таким образом, чтобы секретарша в соседней комнате слышала звук. Пока плёнка крутится в аппарате, Уолтер надевает перчатки, выходит через чёрный ход, приезжает к Шерри, душит её, после чего быстро возвращается в свой кабинет, успевая до завершения картины. Затем он выходит к секретарше, оставляя у неё впечатление, что всё это время работал с фильмом. Несколько минут спустя, когда Уолтер выходит на прогулку, его секретарше звонят с сообщением о том, что Люсиль приехала к Шерри, обнаружив её мёртвой. Уолтер приезжает на квартиру к Шерри, чтобы утешить жену, где знакомится с инспектором полиции Коллинзом (Джан Арван), который ведёт расследование. Уолтер уверяет инспектора, что знал Шерри лишь как одну из актрис массовки, которая пыталась получить через него более значимую роль. Он предполагает, что, вероятно, Шерри пыталась заручиться поддержкой Люсиль в получении роли, и потому пригласила её к себе. Люсиль подтверждает, что действительно ей достаточно часто звонят начинающие актрисы, которые просят содействия в получении роли в фильме мужа, однако обычно она всем отказывает. Однако в данном случае голос Шерри показался ей настолько встревоженным, что она решила поехать и узнать, в чём дело. После опроса свидетелей инспектор Коллинз приезжает к Уолтеру на работу, где выясняет, как работает кинопроектор, как можно выйти через чёрный ход и видит на столе у Уолтера перчатки. У секретарши он также узнаёт, что Шерри ранее бывала у Уолтера на приёме. Коллинз рассказывает режиссёру, что в качестве подозреваемого он сначала рассматривал парня Шерри по имени Ронни, однако тот скрылся ещё до убийства, а затем торговца Папашу, с которым, по словам соседней, у Шерри был конфликт. При очередной встрече в кабинете Уолтера детектив в деталях рассказывает, как произошло убийство, говоря, что с самого начала подозревал Уолтера. Однако, по словам Коллинза, только что в убийстве признался Папаша, и завтра информация об этом появится в газетах. Когда в газетах ничего не сообщается, Уолтер понимает, что Коллинз обо всём догадался, однако у него нет доказательств, и потому он рассчитывает на совесть Уолтера, который сам во всём сознается. Действительно, мучимый совестью Уолтер приходит к Коллинзу и сознаётся в убийстве. После этого он беседует с женой, которая уже всё знает, и обещает навещать его всегда, когда только будет можно. Уолтера помещают в камеру, и он с иронией замечает, что в его жизни всё произошло в точности по законам кино Лестера за исключением того, что в его случае хэппи-энда не будет.

## В ролях
- Гуго Гаас — Уолтер Дарман
- Клео Мур — Шерри Стюарт
- Лэнс Фуллер — Ронни
- Люсиль Баркли — Люсиль Дарман
- Джек Мейси — Чарльз Лестер
- Джон Куолен — Папаша
- Джан Арван — инспектор полиции Коллинз
- Кэролин Келли — Марион

## История создания фильма
Рабочее название этого фильма — «Смятение» (англ.  Turmoil).
Это был четвёртый (из семи) совместный фильм продюсера, сценариста, режиссёра и исполнителя главной роли Гуго Гааса и актрисы Клео Мур.
Фильм стал экранным дебютом театрального и телевизионного актёра Джека Мейси, который умер два года спустя, успев сыграть в девяти фильмах.

## Оценка фильма критикой
Фильм, оставшийся практически незамеченным после выхода на экраны, вызвал противоречивые отклики современных киноведов. Так, Милан Хейн написал, что это «самый амбициозный фильм Гааса, в котором многие темы и мотивы отражают его собственную судьбу». Речь, в частности, идёт о «полной разочарований жизни в эмиграции, об утрате собственной идентичности и социального положения, о безнадёжной борьбе с голливудской машиной и о невозможности в полное мере реализовать своё художественное видение».
Современный киновед Спенсер Селби отметил, что в фильме речь идёт о судьбе «режиссёра-эмигранта, который подвергся шантажу со стороны актрисы, которую он отказался снимать в своём фильме», а Леонард Молтин назвал картину «типичным фильмом Гааса с планом отмщения девушки своему бывшему боссу».
Деннис Шварц охарактеризовал фильм как «пошлую фантазию на тему о том, как жизнь подражает искусству». По словам критика, «это скучный низкобюджетный фильм нуар категории В, который страдает от неубедительного сценария и безжизненной актёрской игры». Майкл Кини отметил, что «как обычно, Гаас написал, спродюсировал, поставил и сыграл главную роль в этом в меру приятном дешёвом нуаре». Как далее с иронией заметил Кини, когда в финальной сцене Хаас обращается к публике с вопросом: «Как же могло такое случиться?», мы «можем спросить то же самое о большинстве его фильмов».